# Love Is Not Sex
Love Is Not Sex (ang. Miłość to nie seks) – debiutancki album niemieckiej grupy Captain Hollywood Project, wydany w 1993 roku. Album sprzedał się w około 400 tysiącach kopii w Niemczech (gdzie osiągnął 9 pozycję na liście przebojów) oraz w około 7 milionach kopii na całym świecie.

## Lista utworów
1. "More and More" (3:55)
2. "All I Want" (5:19)
3. "It's Raining" (4:11)
4. "Impossible" (5:06)
5. "Only with You (Video Mix)" (3:48)
6. "Rhythm of Life" (5:00)
7. "Love 4 U Love 4 Me" (4:35)
8. "Rhythm Takes Control" (4:35)
9. "Nothing's Gonna Stop Me" (5:01)
10. "Only with You (Magic Remix)" (6:04)
11. "More and More (Underground Mix)" (5:56)
12. "Only with You (Faze 2 Edit)" (7:18)

## Pozycje na listach przebojów
| Kraj       | Poz. |
| ---------- | ---- |
| Austria    | 15   |
| Holandia   | 33   |
| Niemcy     | 9    |
| Szwajcaria | 9    |
| Szwecja    | 16   |

Źródło: 